# 順陽丸
順陽丸（じゅんようまる）是一艘日本貨船。太平洋戰爭時期擔任運輸捕虜労務者與強制勞動者運輸船、1944年9月18日在蘇門答臘外海被英國潛艇貿易風號（Tradewind）擊沉。

## 歷史
順陽丸是1913年（大正2年）於羅伯特·當肯造船所（Robert Duncan Co.）建造。最早是Lang & Fulton公司擁有，被稱為Ardgorm號。1917年（大正6年）開始，所有權轉移至Norfold North American Steam Shipping公司，被稱為Hartland Point。1919年（大正8年），所有權轉移至Anglo-Oriental Navigation公司，被稱為Hartmore 。1927年（昭和2年），日本三陽社合資公司獲得所有權，稱為順陽丸。1929年（昭和4年）售予樺太汽船、1938年（昭和13年）以後為馬場商事所有。順陽丸備有船員2名之一等客房，之後被日本陸軍徴用、裝設640床床鋪、可以搭載28艘小發動艇。
順陽丸於蘇門答臘島北干巴魯投入鐵道建設，搭載1,377名荷兰人、64名英國人、8名美國人 。1944年（昭和19年）9月16日，順陽丸離開爪哇。9月18日、順陽丸在蘇門答臘外海被英國潛艇貿易風號（Tradewind）擊沉。這次船難造成5,620人死亡，生還者共723人。